# Fabio Zerpa
Fabio Zerpa   (Rosario, 4 de desembre de 1928 - Buenos Aires, 7 d'agost de 2019) va ser un parapsicòleg, ufòleg i historiador uruguaià, reconegut per les seves investigacions sobre el fenomen OVNI durant més de cinquanta anys.

## Biografia
Fabio Zerpa va arribar a l'Argentina el 1951, era actor de professió però ja estava interessat per la vida extraterrestre i es trobava realitzant estudis d'ufologia. Després d'alguns anys d'investigació, a començament dels anys 1960 va presentar les seves primeres conferències.
El 1966 va crear el programa radial Más allá de la cuarta dimensión que s'emet des d'aquell any. Fabio Zerpa va reportar més de 3.000 albiraments i contactes OVNI i poc després va fundar la revista Cuarta Dimensión, dedicada a la investigació d'aquest fenomen.
Durant els primers anys del mil·lenni va ser conductor del programa televisiu "La Casa Infinito" que sortia a l'aire per a tota Llatinoamèrica pel canal Infinito. També va dirigir la revista on-line El Quinto Hombre.
El desembre del 2005 Zerpa va ser nomenat ambaixador cultural de la ciutat de Colonia del Sacramento al seu país de naixement.

## Cultura popular
- Un tema d'Andrés Calamaro es diu "Fabio Zerpa tiene razón".[2]
- Al disc "Viaje Al Cosmos" d'Hugo Bistolfi, Fabio Zerpa fa els relats.